# Prueba de Sabin-Fieldman
La prueba de Sabin-Feldman es una prueba serológica para diagnosticar la toxoplasmosis. La prueba está basada en la presencia de ciertos anticuerpos que previenen al azul de metileno entrar al citoplasma de los organismos de toxoplasma. El suero del paciente se trata con trofozoitos de Toxoplasma y complemento como activador, y luego se incuba. Después de la incubación, se añade azul de metileno. Si los anticuerpos anti-Toxo están presentes en el suero, debido a que estos anticuerpos se activan por complemento, estos lisan la membrana del parásito y los trofozoítos no estarán manchados (resultado positivo), y si no hay anticuerpos, trofozoítos con membrana intacta están manchadas y aparecen de color azul bajo microscopio (resultado negativo)